# Co-marketing
Il termine co-marketing (abbreviativo della definizione inglese cooperative marketing) chiamato anche marketing partnership, partnering commerciale o, in modo più specifico, co-branding, definisce una collaborazione tra attori di qualsivoglia natura (individui, enti, imprese, ecc.) sotto forma di accordo di investimento congiunto riguardante una o più variabili di marketing. 
Il co-marketing comprende attività di collaborazione con la finalità di ottenere benefici nell'approccio al proprio mercato di riferimento utilizzando iniziative di marketing di tipo diverso; può capitare che una iniziativa di marketing si concentri maggiormente sulla negoziazione, un'altra si differenzi per il tipo di comunicazione, un'altra ancora per la sua regolamentazione giuridica. Ognuna di esse verrà presentata per i suoi caratteri distintivi, per gli attori che vi hanno preso parte e per le variabili di marketing sulle quali gli attori hanno investito.
Le iniziative possono essere circoscritte nel tempo ed in tal caso si possono definire come azioni tattiche, ma possono anche prevedere sviluppi nel tempo perché presentano effetti determinanti per il core business dei partner e per la loro strategia di lungo periodo. In tal caso possono essere definite come operazioni strategiche. 
Si possono inoltre distinguere partnership verticali e partnership orizzontali. Nel primo caso si tratta di accordi miranti all'integrazione verticale delle imprese costituenti i vari anelli della catena del valore: dal produttore al distributore al consumatore finale e viceversa. Nel caso delle partnership di tipo orizzontale si tratta di accordi che si attuano tra attori dello stesso livello della catena del valore. Può trattarsi quindi di accordi tra imprese di settori diversi, ma tra le quali si possono stabilire sinergie basate sulle competenze e sui segmenti di clientela raggiunti. Allo stesso tempo può trattarsi di accordi tra imprese dello stesso settore che decidono di unire le forze commerciali e affrontare il mercato con una strategia comune, almeno per alcuni comparti.
Le variabili coinvolte dalla cooperazione possono essere relative ad una o più delle 4P del Marketing: 
- Il prodotto: nel caso in cui la cooperazione riguardi la creazione di nuovi prodotti o di innovazioni nei prodotti
- la promo-vendita: la promozione dei prodotti, dei servizi e dell'immagine sfruttando eventualmente i reciproci vantaggi competitivi, la messa in comune di alcuni canali commerciali;
- il mercato (place): l'acquisizione di nuovi clienti cooperando nella condivisione dell'esperienza e dei clienti
- il prezzo: l'integrazione della gamma di prodotti con altri di differente prezzo e caratteristiche;

oppure esterne al marketing come le risorse, con lo scopo di aumentare il potere contrattuale nei confronti dei fornitori, la ricerca di finanziamenti, la responsabilità ambientale, eccetera.
Tuttavia, non è sempre facile identificare un motivo univoco per un accordo di partnering, perché possono coesistere contemporaneamente più obiettivi di marketing e di altra natura.